# Yucca grandiflora
El Izote de Sahuiliqui (Yucca grandiflora) Gentry es una planta fanerógama perteneciente a la familia Asparagaceae. Es una planta con un tallo bien desarrollado que llega a medir hasta 6 m de altura y se ramifica. Tiene hojas de 70 a 140 cm persistentes a lo largo del tronco y con una espina terminal fuerte. Es endémico de Sonora y habita en altitudes entre 600 y 1300 metros sobre el nivel del mar.

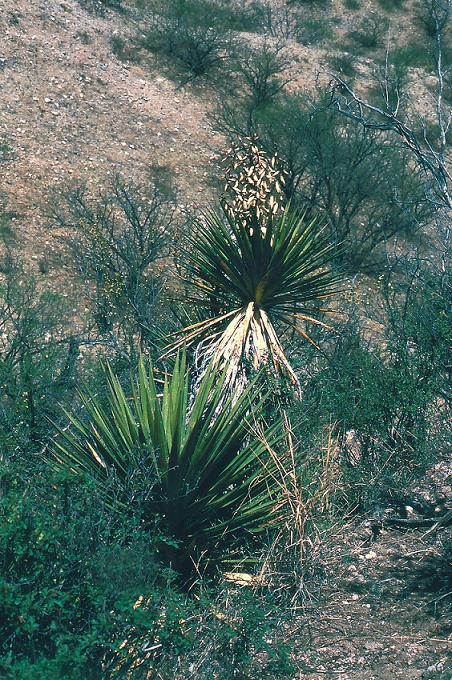
Vista de la planta

## Distribución y hábitat
Es nativa de la Sierra Madre Occidental en los estados mexicanos de Chihuahua y Sonora.

## Usos
Los pueblos Pima de la región a veces comen los frutos inmaduros.

## Taxonomía
Yucca grandiflora fue descrita por Howard Scott Gentry y publicado en Madroño14: 51. 1957.
Etimología
Yucca: nombre genérico que fue nombrado por Carlos Linneo y que deriva por error de la palabra taína: yuca (escrita con una sola "c").
grandiflora: epíteto latíno que significa "con grandes flores".